# Battista Babini
Battista Babini (Bagnara di Romagna, 18 marzo 1939) è un ex ciclista su strada italiano, professionista dal 1961 al 1966. In carriera colse un'unica affermazione, vincendo la Sassari-Cagliari 1963; sfiorò la vittoria di tappa sia al Giro d'Italia del medesimo anno, dove chiuse secondo la 17ª tappa con arrivo a Gorizia (alle spalle di Vendramino Bariviera), sia al Tour de France dell'anno successivo, dove chiuse secondo la 21ª tappa con arrivo a Orléans (alle spalle di Jean Stablinski).

## Palmarès
- 1963 (Salvarani, una vittoria)

Sassari-Cagliari 

## Piazzamenti

### Grandi giri
- Giro d'Italia

1962: ritirato
1963: 56º
1964: 81º
1965: 48º
- Tour de France

1964: 25º

### Classiche monumento
- Milano-Sanremo

1962: 62º
1963: 13º
1965: 41º
- Liegi-Bastogne-Liegi

1963: 44º
1965: 34º